# Llista d'estats sobirans del 1949

## Estats sobirans

### A
- Afganistan – Regne de l'Afganistan
- Albània – República Popular d'Albània
- Alemanya Occidental – República Federal d'Alemanya (des del 23 de maig)[1]
- Alemanya de l'Est – República Democràtica d'Alemanya[2] (des del 7 d'octubre)
- Andorra – Principat d'Andorra
- Aràbia Saudita – Regne de l'Aràbia Saudita
- Argentina – República de l'Argentina
- Austràlia – Commonwealth d'Austràlia

### B
- Bèlgica – Regne de Bèlgica
- Bhutan – Regne de Bhutan (després del 8 d'agost)
- Birmània – Unió de Birmània
- Bolívia – República de Bolívia
- Brasil – República dels Estats Units del Brasil
- Bulgària – República Popular de Bulgària

### C
- Canadà – Domini del Canadà[3]
- Ceilan[4]
- Colòmbia – República de Colòmbia
- Corea del Nord – República Democràtica Popular de Corea[5]
- Corea del Sud – República de Corea
- Costa Rica– República de Costa Rica
- Cuba – República de Cuba

### D
- Dinamarca – Regne de Dinamarca
- República Dominicana

### E
- Egipte – Regne d'Egipte
- Equador – República de l'Equador
- Espanya – Estat espanyol
- Estats Units – Estats Units d'Amèrica
- Etiòpia – Imperi d'Etiòpia

### F
- Filipines – República de les Filipines
- Finlàndia – República de Finlàndia
- França – República Francesa[6]

### G
- Grècia – Regne de Grècia
- Guatemala – República de Guatemala

### H
- Haití – República d'Haití
- Hondures – República d'Hondures
- Hongria – República d'Hongria (fins al 20 d'agost)
  -  Hongria – República Popular d'Hongria (des del 20 d'agost)

### I
- Iemen – Regne Mutawakkilita del Iemen
- Índia – Domini de l'Índia[7]
- Indonèsia – República d'Indonèsia (fins al 27 de desembre)
  -  Indonèsia – República dels Estats Units d'Indonèsia (des del 27 de desembre)
- Iran – Regne de l'Iran
- Iraq – Regne de l'Iraq
- Irlanda – Irlanda
- Islàndia – República d'Islàndia[8]
- Israel – Estat d'Israel[9][10]
- Itàlia – República Italiana
- Iugoslàvia – República Popular Federal de Iugoslàvia

### J
- Jordània – Regne Haiximita de Jordània (reanomenat de Transjordània el 3 d'abril)

### L
- Laos - Regne de Laos (des del 19 de juliol)
- Líban – República Libanesa
- Libèria – República de Libèria
- Liechtenstein – Principat de Liechtenstein
- Luxemburg – Gran Ducat de Luxemburg

### M
- Mèxic – Estats Units Mexicans
- Mònaco – Principat de Mònaco
- Mongòlia – República Popular de Mongòlia[11]

### N
- Nepal – Regne del Nepal[12]
- Nicaragua – República de Nicaragua
- Noruega – Regne de Noruega
- Nova Zelanda - Domini de Nova Zelanda

### P
- Països Baixos – Regne dels Països Baixos
- Pakistan – Domini del Pakistan[7]
- Panamà – República del Panamà
- Paraguai – República del Paraguai
- Perú – República Peruana
- Polònia – República de Polònia
- Portugal – República Portuguesa

### R
- Regne Unit – Regne Unit de la Gran Bretanya i Irlanda del Nord
- Romania – República Popular de Romania

### S
- El Salvador – República del Salvador
- San Marino – Sereníssima República de San Marino[13]
- Sikkim – Regne de Sikkim[12][14]
- Síria – República Siriana
- Sud-àfrica – Unió de Sud-àfrica
- Suècia – Regne de Suècia
- Suïssa – Confederació suïssa

### T
- Tailàndia – Regne de Tailàndia
- Transjordània – Regne Haiximita de Transjordània (reanomenat a Jordània el 3 d'abril)
- Trieste – Territori Lliure de Trieste[15][16]
- Turquia – República de Turquia
- Txecoslovàquia – República Txecoslovaca

### U
- Unió Soviètica – Unió de Repúbliques Socialistes Soviètiques[17]
- Uruguai – República Oriental de l'Uruguai

### V
- Ciutat del Vaticà – Estat de la Ciutat del Vaticà[18][19][20]
- Veneçuela – Estats Units de Veneçuela[21]
- Vietnam del Nord – República Democràtica del Vietnam[22]
- Vietnam del Sud – Estat del Vietnam (des del 14 de juny)

### X
- Xile – República de Xile
- República Popular de la Xina (des de l'1 d'octubre)
- República de la Xina (relocalitzat a Taiwan des del 7 de desembre)[23]

## Estats que proclamen la sobirania
- East Turkestan – República del Turkestan Oriental (fins a l'octubre)
- Tibet – Tibet